# Dear Basketball
Dear Basketball ist ein US-amerikanischer animierter Zeichentrickfilm. Der Kurzfilm entstand unter der Regie von Glen Keane nach dem Drehbuch von Kobe Bryant. Der Film basiert auf einem Brief von Bryant an die Internetplattform The Players’ Tribune vom 29. November 2015, als er seinen Rückzug vom Basketball ankündigte. Seine Premiere hatte der Film am 23. April 2017 beim Tribeca Film Festival.
Der Film erhielt 2018 als bester animierter Kurzfilm den Oscar.

## Handlung
Kurz vor dem Ende seiner Basketballkarriere beschreibt die Legende der National Basketball Association (kurz: NBA), Kobe Bryant, seine Liebe für das Basketballspiel. Diese Liebe begann, als er ein kleines Kind war. Bryant beschreibt in diesem Kurzfilm seine rund zwanzigjährige Karriere, angefangen bei seinen Jugendträumen bis hin zu seinen ruhmreichen Spielen. Er beschreibt, wie der Basketball und er einander alles gegeben haben, was sie haben.

## Auszeichnungen
Oscarverleihung 2018
- Gewinner bester animierter Kurzfilm[3]

Annie Awards 2018
- Bester animierter Kurzfilm